# Agustín Pavo
Agustín Pavó (Santiago de Cuba, Cuba, 28 de mayo de 1962) fue un atleta cubano, especializado en la prueba de 4x400 m en la que llegó a ser medallista de bronce mundial en 1987.

## Carrera deportiva
En el Mundial de Roma 1987 ganó la medalla de bronce en los relevos 4x400 metros, con un tiempo de 2:59.16 segundos que fue récord nacional de Cuba, llegando a la meta tras Estados Unidos y Reino Unido, y siendo sus compañeros de equipo: Leandro Peñalver, Lázaro Martínez y Roberto Hernández.